# Cube Zero
Cube Zero ist ein kanadischer Science-Fiction-Horrorfilm aus dem Jahr 2004. Er ist das Prequel zu Cube (1997) und Cube 2 – Hypercube (2002). Cube Zero kam nur in Amerika in einige Kinos und erschien in Deutschland am 24. Februar 2005 direkt auf DVD.

## Handlung
Der Film handelt von einer Art Gefängnis, dem Cube, einem 135 Meter hohen Würfel, der aus 25×25×25 Einzelwürfeln besteht. Diese einzelnen Würfel bewegen sich innerhalb des Cubes und einige enthalten tödliche Fallen. Die Würfel sind, im Gegensatz zu dem Cube aus dem ersten Film, nicht durch Zahlen, sondern durch ein Buchstabentripel gekennzeichnet. Dieses Triple gibt die Koordinaten des Raumes an, wodurch die Insassen auch auf die Idee kommen, dass es (maximal) 26 Würfel in jeder Dimension sind. Jeder Würfel hat in den Flächenmitten eine runde Öffnung, durch die man in einen benachbarten Würfel gelangen kann.
Die Geschichte beginnt mit dem Gefangenen Ryjkin. Dieser betritt einen Raum und wird mit einer Flüssigkeit eingesprüht, von der er denkt, dass es nur Wasser sei. Zu seinem Unglück ist diese Flüssigkeit eine Lauge: Als er sich an seiner Hand kratzt, löst sich das Fleisch an seiner Hand auf, was sich auf seinen ganzen Körper ausbreitet. Er schmilzt schließlich und stirbt.
In der nächsten Szene findet man sich in einem Kontrollraum wieder, wo die beiden Techniker Wynn und Dodd das Ableben von Ryjkin mitverfolgt haben. Als Wynn daraufhin die Akte des Toten durchblättert, rät ihm Dodd, dies lieber sein zu lassen. Argwöhnisch legt Wynn die Mappe weg und zeichnet weiter. Es stellt sich schnell heraus, dass Wynn sehr klug ist, da er Dodd beim Schach, ohne hinzusehen, jedes Mal matt setzt.
Später erhalten die beiden den Befehl, eine Insassin, Mrs. Rains, ausfindig zu machen und ihre Erinnerungen aufzuzeichnen. Dabei sehen die beiden in den Erinnerungen, wie die Frau von bewaffneten Männern verfolgt und betäubt wird. Rains wacht wenig später im Cube auf und trifft in einem Nachbarraum auf eine Gruppe von vier Personen: den Soldaten Haskell, die Ärztin Jellico, einen älteren Herrn namens Bartok und den dicken Meyerhold. Rains erinnert sich beim Anblick des Tattoos auf Haskells' Stirn an ihre Gefangennahme und hält Haskell für einen der Söldner. Die anderen werden daraufhin misstrauisch, da Rains etwas zu wissen scheint. Die anderen wissen überhaupt nichts über ihre Vergangenheit. Als Rains weiterklettern will, wird sie abgehalten und darüber aufgeklärt, dass es Fallen gebe. Sie benutzen wenig später die schon aus dem ersten Cube-Film bekannte Stiefelmethode, bei der sie einen Stiefel in einen Raum werfen, um den Raum auf Fallen zu testen. Diese Methode erweist sich als trügerisch, als Bartok in einen vermeintlich sicheren Raum geht und von mehreren dünnen Metalldrähten zerschnitten wird, die von den Wänden losschießen und sich um ihn wickeln.
Währenddessen fragt Wynn Dodd über einen dubiosen „dritten Ausgang“ aus. Dodd hält das ganze für Unsinn, doch die beiden Kollegen, die an dem Tag nicht anwesend sind, haben angeblich etwas gewusst. Auf die Frage nach dem Verbleib der beiden behauptet Dodd, sie wären im Urlaub oder wegen Krankheit ausgefallen. Dodd rät Wynn ausdrücklich, „diesen Quatsch zu vergessen“.
Im Cube entdecken die verbliebenen vier, dass die Einzelwürfel durch Buchstabentripel gekennzeichnet sind. Rains kommt auf die Idee, die Nummern dieses Raumes und der benachbarten Räume aufzuschreiben, indem sie Schuhcreme als Tinte nimmt und damit auf ein Hemd schreibt. Wynn und Dodd beobachten das und loben ihren Einfallsreichtum. Sie reden auch über den Ablauf des Cube-Programms: Die Würfel bewegen sich. Sobald sie wieder an ihrer Ausgangsposition ankommen, beginnt das Programm mit der „Säuberung“: Alle Räume erhitzen sich, sodass alles Lebende im Innern sofort zu Asche verbrennt. Im Cube erkennen die Protagonisten, dass die Buchstaben Koordinaten angeben und es so nicht mehr als 26 Räume in jeder Richtung geben kann.
Im Technikraum durchforstet Wynn Rains’ Akte und entdeckt, dass kein Zusageformular enthalten ist. Dieses Formular müssen alle Cube-Kandidaten ausfüllen, wenn sie als Testperson dort hineinwollen. Angeblich sind diese allesamt zum Tode Verurteilte, die so eine Überlebenschance erhalten. Wynn beharrt darauf, dass „die da oben“ sich daran halten müssen. Er erkennt kurz darauf Rains auf einem Zeitungsfoto von einem politischen Streik. Wynn erkennt, dass die Regierung in den Cube theoretisch jeden hineinstecken kann, den sie will, und in die Akten erfundene Geschichten einfügt. Dodd warnt ihn erneut, sich nicht zu sehr mit der Sache zu beschäftigen. Er sagt, sie selber drückten nur auf Knöpfe, um Entscheidungen zu treffen, brauche es ein bisschen mehr. Wynn will, dass Dodd „da oben“ anruft und die Sache mit Rains’ Akte klärt. Als Wynn dann anrufen will, klingelt das Telefon. Ihnen wird befohlen, mit einem Insassen, der den Ausgang erreicht hat, die Entlassungsprozedur durchzuführen. Wynn erpresst Dodd, so dass Dodd verspricht, danach wegen Rains oben anzurufen.
Es stellt sich heraus, dass der Insasse Owen ist, einer der vermissten Technikerkollegen. Wynn und Dodd stellen ihm als Prüfung die Frage: Glauben Sie an Gott?. Owen antwortet „Nein“. Als Wynn daraufhin auf den Knopf mit der Aufschrift „No“ drückt, wird Owen durch im Boden eingelassene Flammenwerfer verbrannt. Wynn und Dodd streiten sich dann darum, ob der Glaube ihn gerettet hätte. Dodd erzählt, dass noch niemand mit Ja geantwortet habe. Es bleibt unklar, ob Owen hätte überleben können.
Als Wynn daraufhin eine Nachricht nach oben schicken soll, nutzt er die Gelegenheit, fährt nach unten und steigt in den Cube. Wenig später tauchen drei Agenten im Kontrollraum auf: Mr. Jax und seine beiden Assistenten Finn und Quigley. Sie wurden von Dodds Vorgesetzten geschickt, da dieser mit der Lage anscheinend nicht alleine klarkommt. Finn und Quigley starten daraufhin die Suche nach Wynn. Dodd erhält den Auftrag, die Gruppe von Rains mit finalen Proben zu konfrontieren.
Im Cube steigt Jellico in einen Raum mit den Koordinaten A,Z,Z. Rains bemerkt, dass zum ersten Mal ein Z aufgetaucht ist. Als die anderen zu Jellico in den Raum steigen wollen, ist sie verschwunden. Auch die Farbe der Wände hat sich verändert. Sie erkennen, dass sich die Räume bewegen. Jellico erkundet währenddessen ihren Raum, wo sie auf eine aus dem Boden ragende Spritze tritt und bewusstlos umfällt. Die anderen finden sie wenig später. Sie lebt noch, hat sich aber mit einem Virus infiziert, der sich allmählich durch ihren Körper frisst. Meyerhold stößt sie von sich weg, als sie ihn kratzt und ihn damit ebenfalls infiziert, worauf sie tot zusammenbricht. Aus Angst vor einer Ansteckung wirft Haskell ihn in den nächstbesten Raum mit einer Falle. Rains will Meyerhold befreien, aber die Tür zu dem Raum lässt sich nicht öffnen. Im Innern des Raumes wird Meyerhold durch Ultraschall getötet: Die Schallwellen lassen ihn wie Glas erzittern, bis er schließlich zerplatzt.
Kurz darauf trifft Wynn auf Rains und Haskell. Dodd bemerkt das und muss es Jax melden. Währenddessen erzählt Wynn von dem Cube, dass er als Testgebiet für biologische und chemische Waffen eingesetzt wird. Im Technikraum hören alle mit, was Wynn sagt. Finn bringt daraufhin die Plaketten mit den Buchstaben dazu, sich aufzulösen. Jax positioniert zusätzlich rund um Wynns Raum Fallen. Kurze Zeit später erhält Jax den Befehl, die Gruppe sofort auszulöschen. Der Versuch schlägt fehl: Das Tötungsprogramm bricht ab und Finn und Quigley verlieren die Verbindung zum Cube. Dodd hat die Kabel, die unter seinem Schreibtisch durchlaufen, durchtrennt. Er kann den Raum verlassen unter dem Vorwand, auf die Toilette zu gehen. Der Cube schaltet währenddessen auf Neustart um: Alle Würfel bewegen sich an ihre Ausgangsposition, alle Fallen werden abgeschaltet und es verbleiben 10 Minuten, bis das Reinigungsprogramm startet, das Wynns Gruppe zu Asche verbrennen würde.
Jax entdeckt währenddessen, dass Dodd die Kabel gekappt hat. Er überrascht ihn, als er gerade einige Kabel aus einem Stromkasten reißt. Dodd verschluckt eins der Bauteile aus dem Stromkasten. Jax lähmt ihn daraufhin und schneidet das Bauteil wieder aus seinem Magen heraus. Quigley kann nun die Stromversorgung wiederherstellen. Finn verbindet sich danach mit dem Militär: Haskell war einmal Soldat, daher hat er im Innern einen Biochip, mit dem man ihn kontrollieren kann. Jax lässt den Biochip aktivieren und hetzt Haskell auf Wynn und Rains. Rains schafft es, ihn vorerst durch einen Tritt in den Unterleib außer Gefecht zu setzen.
In einem der ausgeschalteten Fallenräume (und gleichzeitig einem der Brückenwürfel) treffen Wynn und Rains auf das Skelett des zweiten vermissten Technikers. Am Ausgang angekommen, der sich als Unterwasserausgang entpuppt, werden sie von Haskell überrascht. Sie schaffen es gerade noch zu fliehen. Haskell aber wird ein Opfer des Säuberungsprogramms. Jax lässt eine Einheit am Ausgang nach den beiden suchen. Sie finden sie und nehmen die Jagd auf. Während Wynn von einem Betäubungspfeil getroffen wird, kann Rains entkommen.
Wynn wacht auf einer Operationsliege auf. Jax offenbart ihm, dass er wieder in den Cube gesteckt wird. Wynn beteuert, er habe nie ein Zusageformular ausgefüllt. Doch dann erzählt ihm Jax, dass sowohl er als auch Dodd und die beiden anderen Techniker das Formular vor vielen Jahren unterschrieben haben. Als Wynn erfährt, dass Rains es geschafft hat, zu fliehen, lacht er. Jax verlässt den Raum und überlässt Wynn dem Gehirnchirurgen.
Wynn wacht, ohne Erinnerung, mit einer neuen Gruppe im Cube auf. Er scheint nun zum geistig behindert geworden zu sein und zeigt dieselben Symptome wie Kazan aus dem ersten Teil.

## Hintergrund
Das Budget betrug circa 1,2 Millionen kanadische Dollar. Gedreht wurde vom 11. August bis zum 5. September 2003 in Toronto. Der Film wurde erstmals am 15. Oktober 2004 in den USA beim Screamfest Horror Film Festival veröffentlicht.
Dieser Film bezieht sich wieder auf den ursprünglichen Cube, auch wenn dieser etwas anders aussieht als im Originalfilm. Im Gegensatz zu den ersten beiden Filmen werden diesmal viele offene Fragen beantwortet, wenn auch nicht alle. Man erfährt, dass der Cube ein Experiment der US-Regierung ist. Offiziell sind die Insassen Schwerverbrecher, die sich freiwillig zur Teilnahme an dem Experiment bereit erklärten, um so vermeintlich der Todesstrafe zu entgehen. Tatsächlich stellt sich jedoch heraus, dass (auch) aufständische und für die Verantwortlichen unbequem gewordene Personen im Cube eingesperrt werden. Der Zuschauer erfährt, dass noch niemand erfolgreich den Cube verlassen konnte. Diejenigen, die den Ausgang lebend erreicht hatten, scheiterten an der Prüfungsfrage: Glauben Sie an Gott?. Eine negative Antwort wird mit dem Tode bestraft, ob eine positive ein anderes Ergebnis zur Folge hat, bleibt ungewiss. Des Weiteren wird im Handlungsverlauf erwähnt, dass noch andere Cubes an weiteren Orten erbaut wurden.

### Sonstiges
In der letzten Szene ist eine Anspielung auf Wynns Liebe zu Superhelden zu sehen. Wie Kazan aus dem ersten Teil Cube vollführt seine Hand ununterbrochen eine Bewegung. Es handelt sich bei Wynn um die Bewegung von Spider-Man zum Netzewerfen.

## Kritiken
Das Lexikon des internationalen Films schrieb, dass der Film vor allem durch seinen „Look“ überzeuge, der „das Labyrinth als ein wenig veraltet und überholungsbedürftig und die Tötungsarten als noch nicht recht ausgereift“ beschreibe.
Die Filmzeitschrift Cinema schrieb: „Das Prequel zum Kultschocker bietet kaum gute Ideen und noch weniger Atmosphäre. Fazit: Neue Fallen nach altem Muster und etwas Blut“.

## Auszeichnungen
2004 gewann der Film Preise beim New York City Horror Film Festival und beim Screamfest.